# Ankylomyrma coronacantha

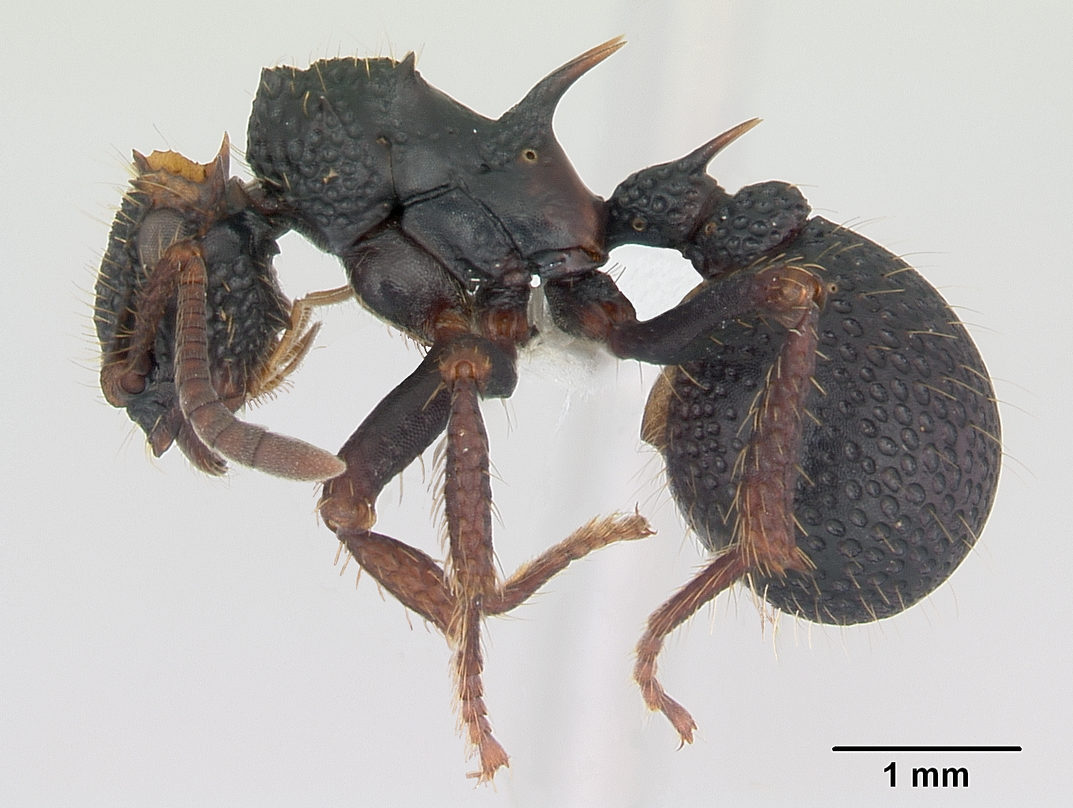
Муравей Ankylomyrma coronacantha

Ankylomyrma coronacantha (лат.) — вид мелких тропических муравьёв (Formicidae). Единственный вид рода Ankylomyrma Bolton, 1973, обладающий набором уникальных признаков строения.

## Распространение
Афротропика: Гана, Камерун. Экваториальные леса в окрестностях Mt.Atewa.

## Описание
Обладают уникальной «короной» на голове (отсюда название). Глаза расположены на задних углах головы. Мелкие тёмно-бурые колючие (с шипами на теле) муравьи (длина рабочих муравьёв около 5 мм) с шаровидным брюшком, у которого виден только 1 сегмент (гипертрофированный тергит IV-го абдоминального сегмента). Столь необычная форма загнутого вперёд односегментного брюшка (жало из него торчит под петиолем и постпетиолем стебелька) отличает род от всех прочих представителей подсемейства мирмицин, куда его вначале включали, и имеет сходство с понеринами родов Proceratium и Discothyrea. Усики 12-члениковые без булавы, формула щупиков 5,3. Мандибулы с 5 зубцами. На заднегрудке расположены два длинных слегка изогнутых шипа. На петиоле также расположена пара острых направленных верх шипиков. Постпетиоль (ширина 0,9 мм) почти вдвое шире петиоля (ширина 0,5 мм).

## Систематика
Вид был впервые описан в 1973 году британским мирмекологом Барри Болтоном. Первоначально род Ankylomyrma относили к трибе Formicoxenini, но в 2003 году английский мирмеколог Б.Болтон, основываясь на уникальных признаках строения (гипертрофированный 1-й тергит, «корона» и расположение глаз на задних углах головы, жало направленное вперёд и других) выделил его в самостоятельную трибу Ankylomyrmini (Myrmicinae) близкую к Crematogastrini и Meranoplini. В 2015 году в ходе обширного молекулярно-филогенетического исследования мирмицин трибу Ankylomyrmini исключили из Myrmicinae и включили её в состав подсемейства Agroecomyrmecinae, а род Ankylomyrma рассматривают сестринским к Tatuidris.